# Carmo do Rio Claro
Carmo do Rio Claro este un oraș în unitatea federativă Minas Gerais (MG), Brazilia.